# Without You (The Kid Laroi)
Without You è un singolo del rapper australiano The Kid Laroi, pubblicato il 18 dicembre 2020 come secondo estratto dalla ristampa del primo mixtape F*ck Love (Savage).

## Descrizione
Il brano ha iniziato a riscuotere popolarità grazie al social TikTok.

## Video musicale
Il video musicale, diretto da Steve Cannon, è stato reso disponibile il 17 dicembre 2020.

## Tracce
Download digitale – Miley Cyrus Remix
1. Without You (con Miley Cyrus) (Miley Cyrus Remix) – 2:41

## Formazione
- The Kid Laroi – voce
- Blake Slatkin – produzione
- Omer Fedi – produzione
- Connor Hedge – assistenza all'ingegneria del suono
- Fili Filizzola – assistenza all'ingegneria del suono
- Hector Vega – assistenza all'ingegneria del suono
- Josh Deguzman – assistenza all'ingegneria del suono
- Dale Becker – mastering
- Jon Castelli – missaggio
- Donn Robb – registrazione

## Successo commerciale
Nella ARIA Singles Chart in madrepatria Without You è diventato il miglior posizionamento del rapper, superando il picco di 8 conquistato dal singolo precedente So Done e raggiungendo la 2ª posizione nella classifica datata al 4 gennaio 2021, bloccato da Mood di 24kGoldn. Nella pubblicazione del 10 maggio 2021, in seguito all'uscita del remix con Miley Cyrus, il brano ha scalato nuovamente la graduatoria fino a raggiungere la vetta, divenendo la prima numero uno australiana di Laroi.
Nella Billboard Hot 100 negli Stati Uniti, grazie alla pubblicazione del remix con Miley Cyrus, il singolo è arrivato all'8ª posizione con 12,5 milioni di stream, 7 600 copie digitali e 43,5 milioni di ascolti via radio, divenendo in questo modo la seconda top ten di Laroi e la decima di Cyrus.
Nella Official Singles Chart del Regno Unito il singolo è arrivato alla 7ª posizione all'ottava settimana in classifica grazie a 19 457 copie distribuite, segnando la prima top ten dell'interprete. Nella sua undicesima settimana ha poi raggiunto il suo picco alla 2ª posizione dopo aver distribuito altre 29 309 copie.

## Classifiche

### Classifiche settimanali
| Classifica (2021-22) | Posizione massima |
| -------------------- | ----------------- |
| Australia            | 1                 |
| Austria              | 5                 |
| Belgio (Fiandre)     | 1                 |
| Belgio (Vallonia)    | 13                |
| Canada               | 7                 |
| Croazia              | 23                |
| Danimarca            | 2                 |
| Finlandia            | 1                 |
| Francia              | 75                |
| Germania             | 13                |
| Grecia               | 15                |
| Irlanda              | 3                 |
| Islanda              | 6                 |
| Libano               | 11                |
| Lituania             | 13                |
| Norvegia             | 1                 |
| Nuova Zelanda        | 8                 |
| Paesi Bassi          | 2                 |
| Polonia              | 29                |
| Portogallo           | 1                 |
| Regno Unito          | 2                 |
| Repubblica Ceca      | 8                 |
| Romania              | 71                |
| Singapore            | 19                |
| Slovacchia           | 12                |
| Slovenia             | 9                 |
| Spagna               | 59                |
| Stati Uniti          | 8                 |
| Sudafrica            | 13                |
| Svezia               | 5                 |
| Svizzera             | 10                |
| Ucraina              | 157               |
| Ungheria             | 14                |

### Classifiche di fine anno
| Classifica (2021) | Posizione |
| ----------------- | --------- |
| Australia         | 4         |
| Austria           | 13        |
| Belgio (Fiandre)  | 6         |
| Belgio (Vallonia) | 87        |
| Canada            | 9         |
| Croazia           | 43        |
| Danimarca         | 12        |
| Francia           | 142       |
| Germania          | 23        |
| Irlanda           | 15        |
| Islanda           | 13        |
| Norvegia          | 13        |
| Nuova Zelanda     | 19        |
| Paesi Bassi       | 17        |
| Portogallo        | 20        |
| Regno Unito       | 19        |
| Stati Uniti       | 17        |
| Svezia            | 18        |
| Svizzera          | 22        |
| Ungheria          | 61        |
| Classifica (2022) | Posizione |
| Australia         | 62        |